# Ruth-Aaronpar
Ett Ruth–Aaronpar består av två på varandra följande heltal (t.ex. 714 och 715) för vilka summan av primtalsfaktorna är densamma:
714 = 2 × 3 × 7 × 17
715 = 5 × 11 × 13
och
2 + 3 + 7 + 17 = 5 + 11 + 13 = 29
Dessa är de första Ruth-Aaronparen om  primtalsfaktorer endast räknas med en gång:
(5, 6), (24, 25), (49, 50), (77, 78), (104, 105), (153, 154), (369, 370), (492, 493), (714, 715), (1682, 1683), (2107, 2108)
(Det minsta av talen i respektive par listas i (talföljd A006145 i OEIS)).
Dessa är de första Ruth-Aaronparen om  primtalsfaktorer räknas med lika många gånger som den är med i faktoriseringen (t.ex. 8 = 2·2·2 och 9 = 3·3 och 2+2+2 = 3+3):
(5, 6), (8, 9), (15, 16), (77, 78), (125, 126), (714, 715), (948, 949), (1330, 1331)
(Det minsta av talen i respektive par listas i  A039752).
Följande talpar finns med i de båda övre listorna:
(5, 6), (77, 78), (714, 715), (5405, 5406)
(Det minsta av talen i respektive par listas i  A039753).
Alla Ruth–Aaronpar av kvadratfria tal tillhör båda listorna,  men det gör också par som inte är kvadratfria , t.ex. (7129199, 7129200) = (7×112×19×443, 24×3×52×13×457). 
Om primtalsfaktorer endast räknas med en gång: 7+11+19+443 = 2+3+5+13+457 = 480.
Om primtalsfaktorer räknas med så många gånger de förekommer i faktoriseringen: 7+11+11+19+443 = 2+2+2+2+3+5+5+13+457 = 491.
Carl Pomerance namngav paren efter Babe Ruth och Hank Aaron, eftersom Ruth under sin karriär gjorde 714 homeruns. Detta rekord slog Aaron den 8 april 1974, när han slog sin 715:e homerun.  Pomerance var matematiker på Universitetet i Georgia när Aaron (medlem på närliggande Atlanta Braves) slog Ruths rekord, och en student till en av Pomerances kollegor noterade att summan av primtalsfaktorerna av 714 och 715 var samma.

## Ruth–Aarontripletter
Ruth–Aaron tripletter (överlappande Ruth–Aaronpar) förekommer också. De första och troligen de andra Ruth-Aarontripletterna om primtalsfaktorer endast räknas med en gång:
89460294 = 2 × 3 × 7 × 11 × 23 × 8419
89460295 = 5 × 4201 × 4259
89460296 = 2 × 2 × 2 × 31 × 43 × 8389
och 2 + 3 + 7 + 11 + 23 + 8419 = 5 + 4201 + 4259 = 2 + 31 + 43 + 8389 = 8465
151165960539 = 3 × 11 × 11 × 83 × 2081 × 2411
151165960540 = 2 × 2 × 5 × 7 × 293 × 1193 × 3089
151165960541 = 23 × 29 × 157 × 359 × 4021
och 3 + 11 + 83 + 2081 + 2411 = 2 + 5 + 7 + 293 + 1193 + 3089 = 23 + 29 + 157 + 359 + 4021 = 4589
De första Ruth–Aarontripletterna om  primtalsfaktorer räknas med lika många gånger som den är med i faktoriseringen:
417162 = 2 × 3 × 251 × 277
417163 = 17 × 53 × 463
417164 = 2 × 2 × 11 × 19 × 499
och 2 + 3 + 251 + 277 = 17 + 53 + 463 = 2 + 2 + 11 + 19 + 499 = 533
6913943284 = 2 × 2 × 37 × 89 × 101 × 5197
6913943285 = 5 × 283 × 1259 × 3881
6913943286 = 2 × 3 × 167 × 2549 × 2707
och 2 + 2 + 37 + 89 + 101 + 5197 = 5 + 283 + 1259 + 3881 = 2 + 3 + 167 + 2549 + 2707 = 5428
2006 var endast ovanstående fyra 4 tripletter kända.